# Karl Justin Sonderegger

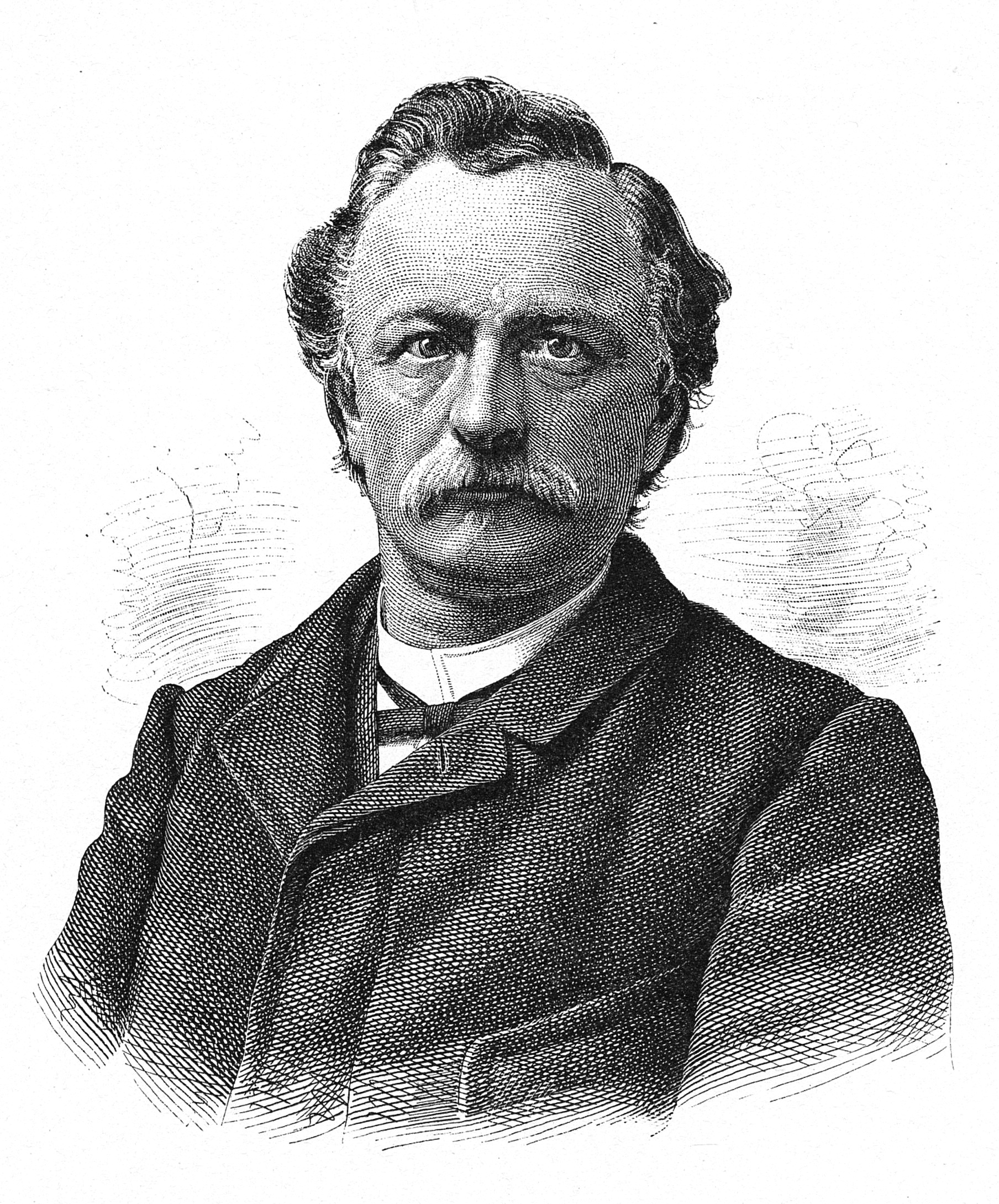
Karl Justin Sonderegger (1893)

Karl Justin Sonderegger (* 16. Juni 1842 in Oberegg; † 17. November 1906 in Appenzell) war ein Schweizer Politiker.

## Leben
In bäuerlichen Verhältnissen aufgewachsen, erhielt er ersten Lateinunterricht beim Dorfpfarrer und besuchte die Kantonsschule St. Gallen, die er jedoch aus gesundheitlichen Gründen abbrach.
Nach Tätigkeiten in der Stickereifabrikation war er Substitut des erkrankten Landschreibers Josef Anton Brander und von 1863 bis 1869 Landschreiber von Appenzell Innerrhoden. Im Jahr 1866 verehelichte er Maria Josefa Emilia, die Tochter des Stickereifabrikanten Karl Anton Locher. Nach 1869 war er hauptsächlich Stickereifabrikant in Appenzell, daneben aber auch Redaktor zweier liberaler Zeitungen, war 1871 und 1872 auch Verleger und ab 1889 Hotelier. Zugleich war er Leiter der 1873 eröffneten und 1887 aufgehobenen Filiale der Kreditanstalt St. Gallen und der 1878 neu gegr. Ersparnisanstalt. Mit Rudolf Fastenrath gründete 1891 die Bank C. Sonderegger und Cie.

## Politik
In den Jahren 1873 und 1874 war Sonderegger Landesfähnrich, von 1875 bis 1877 Landesstatthalter und zwischen 1882 und 1887 Innerrhoder Landammann, verlor das Amt aber an Johann Baptist Emil Rusch. Diese Stelle bekleidete er zwischen 1893 und 1903 erneut. Von 1875 bis 1877 war er liberaler Ständerat, zwischen 1880 und 1890 sowie zwischen 1893 und 1906 war er Nationalrat. Daneben war er von 1893 bis 1906 Mitglied der Landesschulkommission und ab 1896 deren Präsident.
Sonderegger profilierte sich als liberaler Wortführer in der Revisionsbewegung. Zudem bemühte er sich um den Ausbau des kantonalen Schulwesens und förderte den Ausbau der Strassen und des Bahnnetzes.